# Cor Hildebrand
Cor Hildebrand (Utrecht, 13 september 1951 – aldaar, 16 augustus 2022) was een Nederlands profvoetballer die in zijn loopbaan uitkwam voor DOS, FC Utrecht en FC Wageningen.

## Carrière
Hildebrand begon te voetballen bij het Utrechtse DOS. In het seizoen 1969-1970 speelde hij 16 wedstrijden op het hoogste niveau. Toen DOS in 1970 met USV Elinkwijk en Velox fuseerde tot FC Utrecht behoorde hij tot het allereerste elftal van de nieuwe profclub. 
In totaal zou de middenvelder 8 seizoenen voor FC Utrecht uitkomen op het hoogste niveau, waarin hij 174 wedstrijden speelde. Tussendoor speelde hij één seizoen op huurbasis voor FC Wageningen in de eerste divisie. Hij beëindigde zijn loopbaan na afloop van het seizoen 1978-1979.
Van 1989 tot 1991 was Hildebrand trainer van amateurclub SV Argon in Mijdrecht, waarmee hij in het eerste seizoen promoveerde. Tot aan zijn dood woonde hij in Benschop.